# Eberhard von Mantey
Pour les articles homonymes, voir Mantey.
Eberhard von Mantey, né le 15 août 1869 à Hersfeld et mort le 7 décembre 1940 à Berlin, est un officier de marine allemand qui atteignit le grade de vice-amiral en fin de carrière, et qui fut directeur des archives de la marine de 1916 à 1933, historien de la marine, et auteur de nombreux ouvrages.

## Biographie
Mantey entre dans la marine impériale allemande, le 15 avril 1887, en tant que cadet, et il est formé sur la SMS Niobe. Il est à l'École navale pendant l'année scolaire 1887-1888 et navigue sur la frégate SMS Gneisenau et devient Seekadett, le 19 avril 1888. Il est ensuite sur le petit croiseur SMS Irene, à partir du 28 avril 1890 sur la frégate SMS Kaiser. Il est nommé sous-lieutenant, le 23 mai 1890, et retourne à partir du 16 septembre 1890 à l'École navale. Il y poursuit sa formation avec une période du début octobre à fin novembre 1891 sur la bateau-école d'artillerie, le SMS Mars. Il est nommé officier, le 1er décembre 1891.
Il navigue ensuite dans les mers lointaines sur la corvette SMS Alexandrine, en tant qu'officier de garde, jusqu'au 29 avril 1894, période pendant laquelle il est nommé lieutenant de vaisseau, le 10 avril 1893. Il commande sur le croiseur auxiliaire SMS Gefion, de juin 1894 à octobre 1894, puis il est nommé officier de compagnie du 2e bataillon de torpilleurs et commande sur le torpilleur SMS 73 du 7 juillet au 21 septembre 1896, il est ensuite instructeur sur le bateau-école, le torpilleur SMS Blücher. Pendant ce temps, Mantey étudie un plan selon lequel une attaque navale rapide peut laisser les mains libres à l'Empire allemand dans l'océan Pacifique et l'océan Atlantique, en attaquant les ports de la côte est des États-Unis, mais ce plan, confidentiel et n'atteignant pas les hautes sphères de décisions, est vite abandonné. Il est nommé officier de garde sur le navire de ligne SMS Wörth, en octobre 1898, et atteint le grade d'Oberleutnant zur See, le 1er janvier 1899. Après un bref passage à l'académie de marine de Kiel, il nommé lieutenant-capitaine et commande à partir du 2 avril 1900 le torpilleur SMS 91.
Eberhard von Mantey est officier de garde sur le yacht de l'empereur Guillaume II, le SMY Hohenzollern, sous les ordres du Kapitän zur See (capitaine de vaisseau) Friedrich von Baudissin, du 1er octobre 1900 au 7 octobre 1902.
Après avoir commandé sur le SMS Württemberg, Mantey devient officier d'état-major sous les ordres de l'amiral commandant la première escadre navale, puis jusqu'au 21 septembre 1905 à la deuxième escadre navale. Il est nommé Korvettenkapitän, le 21 mars 1905. Il est à l'inspection des torpilleurs, jusqu'en 1908 et commande le croiseur auxiliaire SMS Blitz, puis sur le SMS Vulkan. Il est nommé Fregattenkapitän, le 16 octobre 1909, puis chef de la base marine de la mer Baltique, jusqu'au 9 avril 1911. Le lendemain, il accède au grade de Kapitän zur See et devient instructeur à l'académie impériale de marine, tout en prenant le commandement du bateau de ligne SMS Mecklenburg du 4 août au 18 septembre 1912. Il commande ensuite à partir du 23 juin 1914 le navire de ligne SMS Wittelsbach qui évolue en mer Baltique après le déclenchement de la Guerre de 1914-1918. Le capitaine von Mantey est versé à partir du 26 janvier 1916 à l'état-major de l'amirauté.
Le Kaiser lui décerne l'ordre de la Couronne de deuxième classe avec épées. En février 1916, Mantey est au département d'histoire de la marine à l'amirauté, nommé plus tard département des archives de la marine. Il devient Konteradmiral, le 18 septembre 1918. Deux mois plus tard, l'Empire allemand s'écroule et avec lui le monde d'Eberhard von Mantey. Il est mis à disposition, le 8 juin 1919. Il parvient cependant à diriger les archives de la marine et il est nommé vice-amiral, le 16 septembre 1920.
Eberhard von Mantey est fait docteur honoris causa de l'université Christian Albrecht de Kiel, le 9 janvier 1923.
Il prend sa retraite le 31 mars 1933.

## Œuvres
- Auf See unbeseigt
- Unsere Marine im Weltkrieg 1914-1918
- Seeschlacht-Atlas, Berlin, Mittler, 1928
- Der Krieg in der Ostsee
- Marinefibel, Berlin, Offene Worte, 1934
- Unsere Kriegsmarine vom Großen Kurfürsten bis zur Gegenwart, Berlin, Offene Worte, 1934
- Schwere Seestreitkräfte, Berlin, Mittler, 1935
- So war die alte Kriegsmarine, Berlin, Frundsberg, 1935
- Die deutschen Hilfskreuzer, 1937
- Marine-Geschichtfibel, Berlin, Offene Worte, 1939